# Nasture

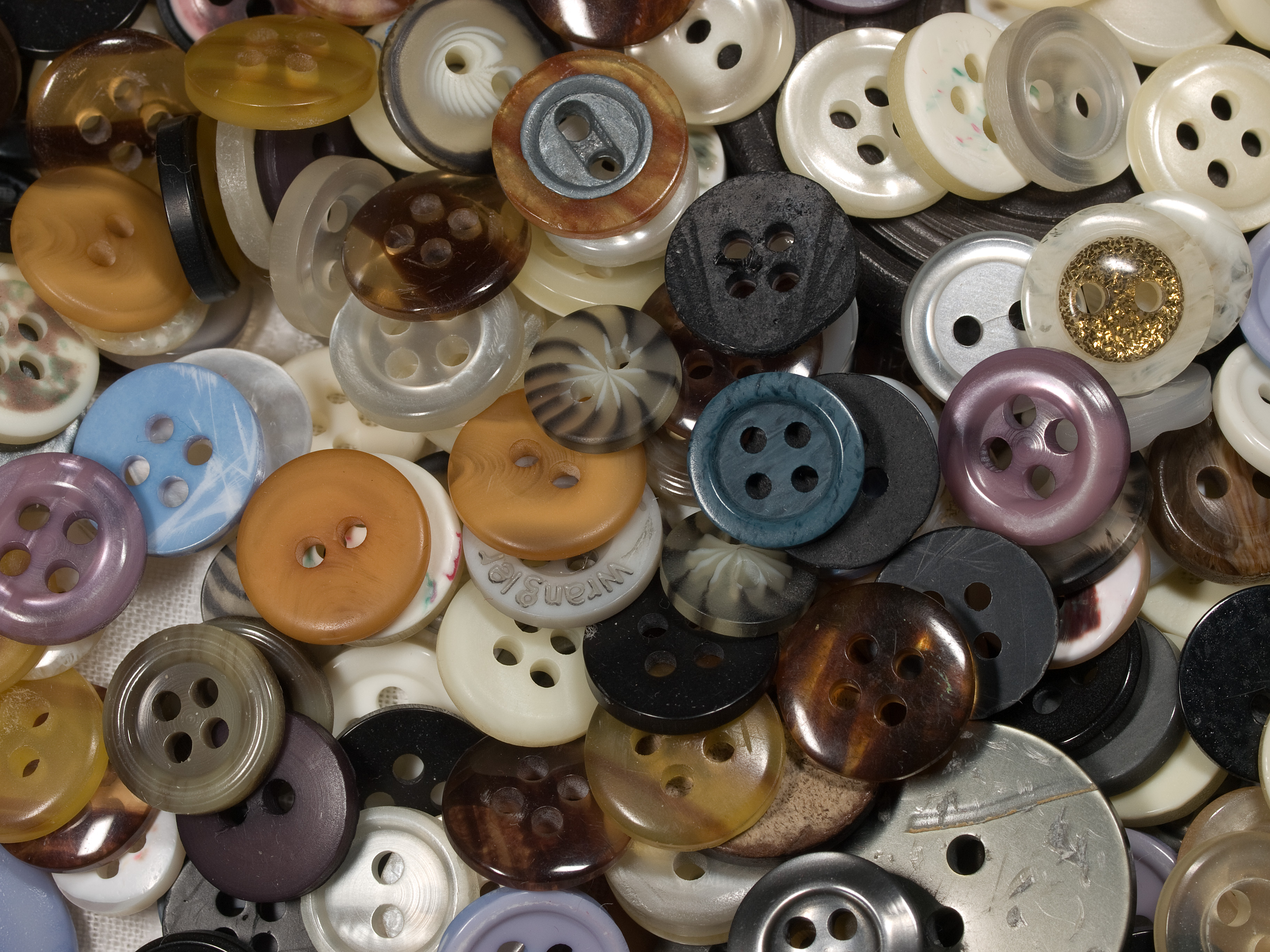
Nasturi de diferite forme şi mărimi

Nasturele sau bumbul este o piesă de vestimentație constituită dintr-un obiect mic de metal, sidef, os, lemn sau plastic care folosește la încheierea hainelor sau pernelor sau poate avea rol ornamental. Nasturii în general sunt rotunzi și plați dar există o mare varietate de forme, mărimi și culori. Nasturele asamblează două părți ale hainei (mânecă, guler, etc) cu ajutorul unei butoniere aplicată pe una din părțile de asamblat, opusă părții pe care este atașat nasturele. 

## Istorie
Primii nasturi au fost confecționați din cochiliile unor moluște, tăiate și găurite și datează din jurul anului 2000 î.e.n. și au fost găsiți în valea râului Ind. 

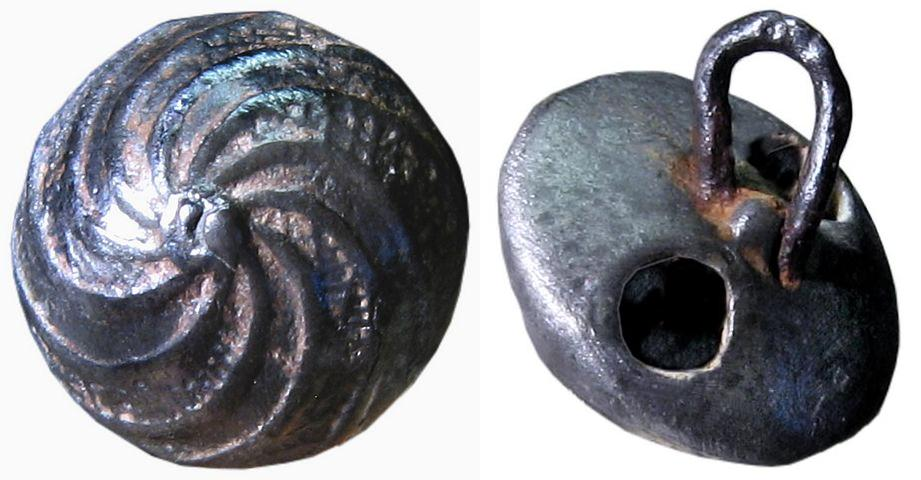
Nasture metalic spaniol din secolul XVII

Grecii și romanii, de asemenea, foloseau nasturii care se confecționau din lemn sau cochilii. În siturile arhitectonice europene s-au găsit și nasturi de fildeș sau os prelucrat acoperit cu aur dar în aceste cazuri nasturii aveau doar un rol ornamental. 
În mod tradițional nasturii folosiți în uniformele militare purtau embleme statale, ale armei sau ale unității militare.

## Curiozități
- În unele comunități aparținând grupării religioase amish nu se folosesc nasturii, aceștia fiind interziși.
- Există o fobie legată de nasturi care poartă numele de coumponofobie
- Există colecții valoroase de nasturi (filubanomism). Colecționiștii apreciind îndeosebi nasturii vechi și cei care poartă embleme militare.
- Elementele de vestimentație feminine clasice au nasturii pe partea opusă față de obiectele de vestimentație masculină clasică, respectiv hainele de damă au nasturii pe dreapta iar cele pentru bărbați pe stânga.